# Boraria stricta
Boraria stricta é uma espécie pertencente ao gênero Boraria da família Xystodesmidae. É encontrado na América do Norte.